# Miltiadīs Iatrou
Miltiadīs Iatrou (in greco Μιλτιάδης Ιατρου?; fl. XIX secolo) è stato un ciclista su strada greco.
Partecipò alle gare di ciclismo delle prime Olimpiadi moderne che si svolsero ad Atene nel 1896, nella corsa in linea, arrivando tra il quarto e il settimo posto.